# مايوكو هاغيوارا
مايوكو هاغيوارا (باليابانية: 萩原麻由子) (من مواليد 16 أكتوبر 1986) هي دراجة من اليابان.
شاركت في دورة الألعاب الآسيوية 2006 في الدوحة بقطر.

## روابط خارجية
- مايوكو هاغيوارا على موقع الاتحاد الدولي للدراجات (الإنجليزية)
- مايوكو هاغيوارا على موقع أرشيف الدراجات (الإنجليزية)
- مايوكو هاغيوارا على موقع إحصائيات الدراجات الإحترافية (الإنجليزية)
- مايوكو هاغيوارا على موقع نسبة الدراجات (الإنجليزية)
- مايوكو هاغيوارا على موقع CyclingDatabase.com (مؤرشف) (الإنجليزية)
- مايوكو هاغيوارا على موقع اللجنة الأولمبية الدولية (الإنجليزية)
- مايوكو هاغيوارا على موقع أوليمبيديا (الإنجليزية)